# Rachel Marsden
Pour les articles homonymes, voir Marsden.
Rachel Marsden (née le 2 décembre 1974 à Vancouver) est une chroniqueuse politique canadienne du milieu conservateur et une commentatrice de télévision résidant à New York et Paris.
Elle collabore régulièrement avec les services français et anglais de RT.

## Études et jeunes années
Rachel Marsden a grandi dans la banlieue de Vancouver, à Port Coquitlam. Son père, Claude, est enseignant universitaire. Après un premier cycle universitaire en science à l'Université Simon Fraser, elle obtient un diplôme en journalisme au British Columbia Institute of Technology. En 1996, alors qu'elle est étudiante à l'université Simon Fraser, elle porte plainte pour harcèlement sexuel contre un maître nageur, Liam Donnelly. Ce dernier est renvoyé, mais porte plainte contre elle pour harcèlement. Les preuves vont dans son sens et discréditent Marsden, le maître nageur est réintégré en 1997 et l'université paie ses frais de justice. L'affaire ne va pas au-delà et Marsden n'est pas inquiétée.

## Carrière
Dans les années 2000, elle a été chroniqueuse pour des publications comme The Washington Times, le National Post, le Toronto Sun et le New York Post. Elle est apparue en tant que commentatrice sur Fox News Channel et CNN, et dirige actuellement le website de Grand Central Political, syndicats et distribue des commentaires par des personnalités comme Bernard Kerik et Mark Cuban. Son commentaire hebdomadaire politique apparaît dans l'édition en ligne du Daily Telegraph, Human Events Magazine et Townhall.com. Elle a été publiée dans The Wall Street Journal. Depuis 2009, elle est apparue de nombreuses fois sur La Chaîne parlementaire (LCP) sur Politique Matin. Elle enseigne à Institut d'études politiques de Paris. Depuis mars 2016, elle tient une chronique en français sur Sputnik[réf. souhaitée]. Elle publie régulièrement des articles pour le média RT.

## Vie privée
En 2004, elle bénéficie d'une libération conditionnelle mais d'une année de mise à l'épreuve pour des faits de harcèlement envers un ex-petit ami en 2002.
En 2008, la presse parle à nouveau d'elle lorsqu'elle annonce publiquement qu'elle vend sur le site eBay des vêtements appartenant à Jimmy Wales après qu'il a annoncé publiquement la fin de leur relation,,.
Entre 2009 et 2012, elle a une relation avec le journaliste français Patrick Poivre d'Arvor. En novembre 2011, elle publie le roman American Bombshell en auto-édition.